# Folkia haasi
Folkia haasi är en spindelart som först beskrevs av Eduard Reimoser 1929.  Folkia haasi ingår i släktet Folkia och familjen ringögonspindlar.
Artens utbredningsområde är Kroatien. Inga underarter finns listade i Catalogue of Life.